# Izsó Miklós (szobrász)
Izsó Miklós (Disznóshorvát, 1831. szeptember 9. – Budapest, 1875. május 28.) szobrász, a 19. századi magyar nemzeti szobrászat egyik legnagyobb alakja.

## Pályája
A sárospataki kollégiumban tanult 1840 és 1847 között. Az 1848–49-es szabadságharcban megsebesült. A világosi fegyverletétel után bujdosni kényszerült. 1851 és 1856 között Rimaszombatban élt, ahol kőfaragóként dolgozott, és közben Ferenczy István tanítványa volt. 1856-ban költözött Pestre, majd rá egy évre már Bécsben dolgozott Meixner, később Gasser szobrászok műtermében. 1859-től a Müncheni Képzőművészeti Akadémia növendéke volt. Ekkor kezdett hozzá – a magyar szobrászok közül elsőként – a népi figurák ábrázolásához. Első nagy sikerét a még Münchenben alkotott Búsuló juhász című szobrával aratta (máig is ez a legismertebb műve). A népéletet ábrázoló remek terrakotta-szobrok  mellett számos híres kortársa mellszobrát is elkészítette. 1870 és 1872 között a Budai Főreáltanoda, 1871-től a Mintarajztanoda tanára volt. Köztéri szobrokkal is jelentkezett: ő alkotta az ismert debreceni Csokonai-szobrot.
További köztéri műveit – elhatalmasodó tüdőbaja miatt – már nem tudta befejezni.
A Magyar Nemzeti Galéria 71 szobrát őrzi.

## Főbb művei

### Mellszobrok
- Arany János
- Egressy Béni
- Megyeri Károly
- Fáy András
- Lisznyay D. Kálmán
- Mándi Márton István
- Almási Balogh Pál
- Ghiczy Károly
- Zrínyi Ilona (1870)
- II. Rákóczi Ferenc (1870)

### Népies szobrok
- Furulyázó pásztor (más néven Puszták furulyása)
- Búsuló juhász (1862)
- Cigány Laokoon (1862)
- Felsőházi jelenet (1863)
- Részeg ember (1863)
- Arató nő (1863)
- Ételhordó parasztasszony (1863)
- Parasztlány (1864)

### Köztéri szobrok

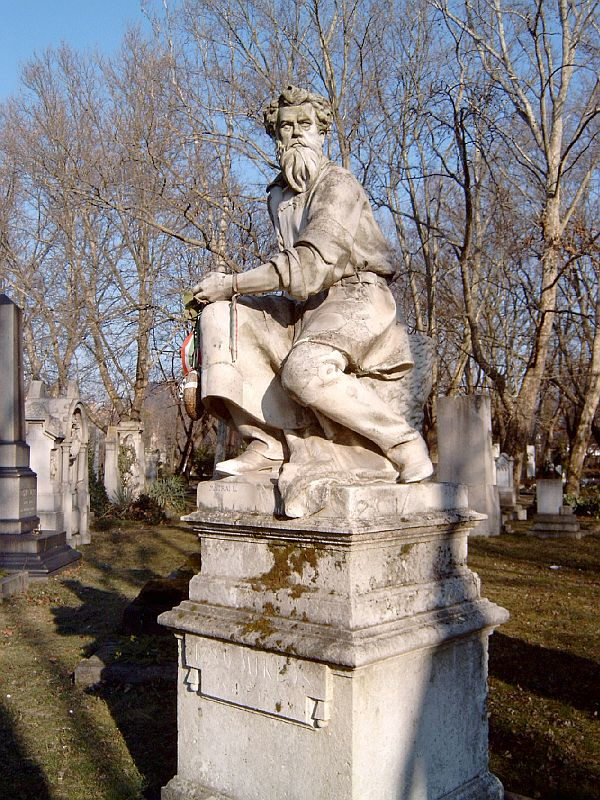
Izsó Miklós sírja Budapesten, a Kerepesi temetőben (34/1-3-10), Mátrai Lajos György alkotása

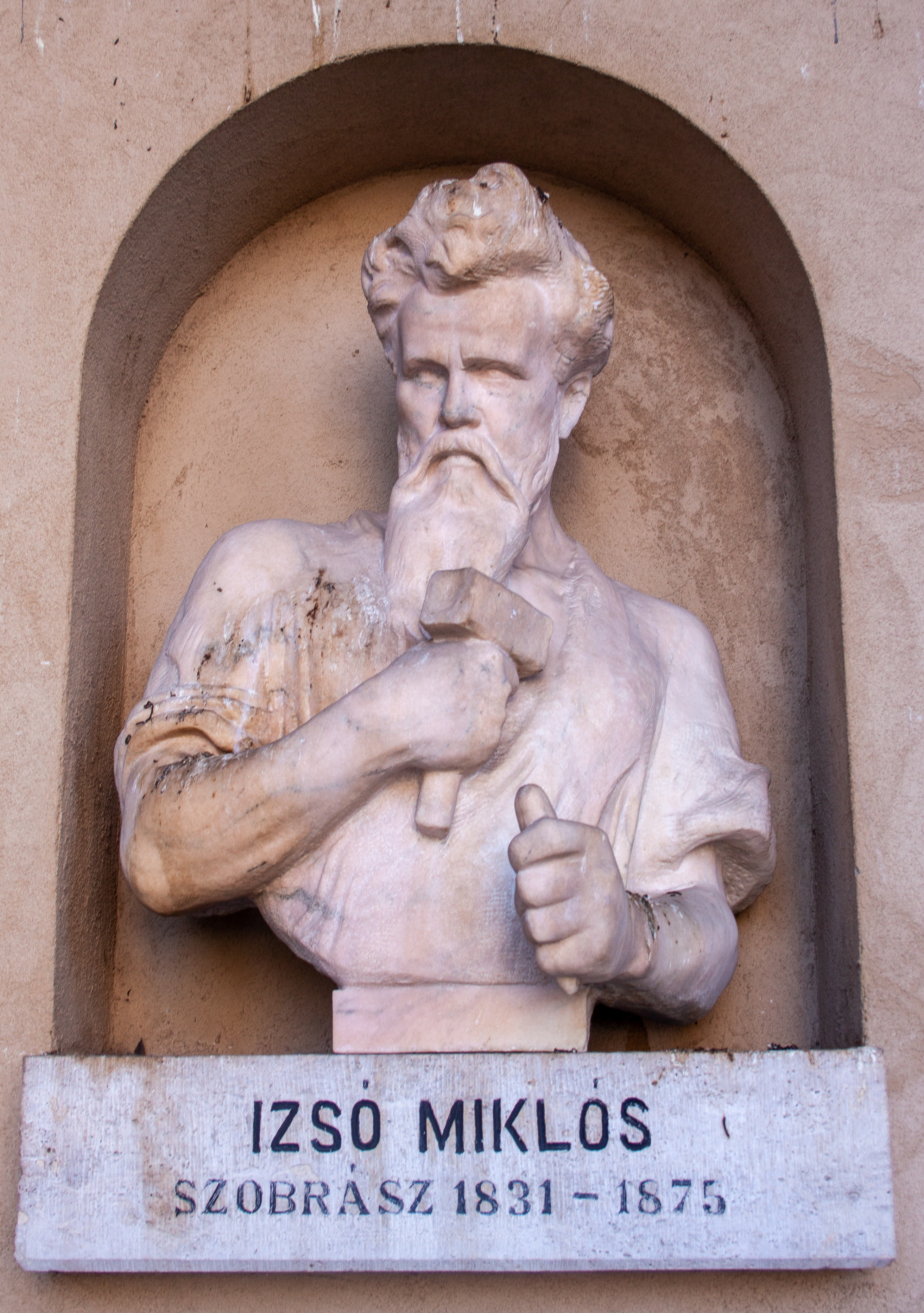
Mellszobra a szegedi Dóm téren

- Csokonai Vitéz Mihály (Debrecen, 1868–1871, az egyetlen, általa befejezett köztéri szobor)
- Petőfi Sándor (Budapest V. kerülete, Huszár Adolf fejezte be)
- Dugonics-emlékmű (Szeged, 1876, Huszár Adolf fejezte be)

## Írása
- Izsó Miklós levelei (Válogatta, jegyzetelte és bevezette Soós Gyula, Bp., 1958)

## Emlékezete
- Díszes, védett síremléket kapott a Kerepesi temetőben.
- 1899 óta az istvánmezei Izsó utca viseli a nevét Budapest XIV. kerületében.
- Szülőfaluját 1950-ben róla nevezték el.
- Az Izsó Miklós Képzőművészeti Kör 1958-ban alakult Kazincbarcikán.
- Szombathelyen utca viseli a nevét